# ポリパラフェニレン

ポリパラフェニレンの繰り返し単位の構造

ポリパラフェニレン(Poly(p-phenylene)、PPP)は、導電性高分子の前駆体である。酸化またはドーパントの使用により、非導電体が半導体に変換する。p-フェニレン単位の繰り返しから構成される。